# Ocak (Alevisme)
Ocak (tyrkisk: arne eller sæde) er et religiøst centrum for en bestemt dede-slægt i alevismen.
Enhver alevi er tilknyttet en bestemt ocak og herved også denne ocak's religiøse ledere (dede). Dette betyder, at de religiøse ritualer og forsamlinger for alevitter varetages af bestemte religiøse ledere, som tilhører en bestemt slægt.
Det karakteristiske ved disse ocak'er er, at de alle sammen har fået deres navne fra en bestemt historisk/religiøs helgen, som den tilhørende slægt er nedstammet fra og at de alle sammen i sidste ende er nedstammet fra en af de Tolv Imamer.
Eksempelvis kan nævnes en af de mest kendte ocak'er, Baba Mansur-ocak'en (tyrkisk: Baba Mansur Ocağı). Som navnet også indikerer, er denne ocak blevet opkaldt efter Baba Mansur, som var en helgen, der nedstammede fra den femte imam, Muhammad al-Baqir (d. 733) i 19. generation.
Der findes også ocak'er, som direkte er opkaldt efter en af de Tolv Imamer, som f.eks. İmam Rıza Ocağı eller Zeynel Abidin Ocağı.
I alevismen er det ikke tilladt at skifte i mellem ocak'er, da disse tilknytninger går i arv.
Der findes i dag utallige ocak'er, spredt i og uden for Tyrkiet. Nogle ocak'er anses dog for at være af en spirituelt højere rang end andre og mange ocak'er er også forbundet i et hierarki med andre ocak'er.
En ocak skal ses ud fra to aspekter. Det første aspekt, er ocak'ens (oprindelige) centrum, som er det sted, hvor ocak'ens mest centrale helgen er begravet. På dette sted findes oftest et mausoleum (dergâh eller türbe), som er bygget til ære for den afdøde helgen.
Det andet aspekt, er ocak'ens nulevende arvinger, dvs. de aktuelt fungerende dede'er. Oftest bor dede'erne i nærheden af selve centrummet, men der er mange eksempler på, at dede'erne med tiden, af forskellige årsager, har bevæget sig væk fra de oprindelige centrer. 
I det traditionelle alevitiske samfund gives ocaks generelt videre fra generation til generation gennem faderens linje. Hver ocaks slægt kan spores tilbage til en respekteret forfader (en præst eller helgen). Der er dog en vigtig undtagelse fra denne regel - især vigtig i blandede ægteskaber, hvor moderen er alevitisk, og faderen ikke er det (f.eks. sunnimuslimsk, ikke-religiøs eller uden for den alevitiske tradition). I sådanne tilfælde betragter alevitiske samfund generelt moderens ocak som barnets sande åndelige slægt.

## Beliggenhed
De alevitiske religiøse centrer er i dag spredt over forskellige egne af Tyrkiet. Men den højeste koncentration af disse centrer, findes i det østlige Tyrkiet i områderne omkring det sydøstlige Sivas, nordlige Malatya samt Elazig-, Tunceli- og Erzincan-provinserne.